# Кириловас, Игорис
Игорис Кириловас (лит. Igoris Kirilovas; 19 августа 1971, Вильнюс, Литовская ССР, СССР) — литовский футболист, полузащитник и защитник, выступавший за сборную Литвы.

## Клубная карьера
Начал взрослую карьеру в каунасской команде «Витис». С 1991 года выступал за вильнюсский «Панерис» в высшем дивизионе чемпионата Литвы.
В сезоне 1993/94 сыграл 14 матчей за германский клуб третьего дивизиона «Магдебург», после этого вернулся в «Панерис», а затем сменил ещё два клуба в Литве — шяуляйский «Сакалас» и «ФБК Каунас».
В 1997 году Кириловас подписал контракт с челнинским «КАМАЗом-Чаллы», который в то время тренировал литовский специалист Беньяминас Зелькявичюс. Первый матч за команду сыграл 16 марта 1997 года против «Алании». Проведя 5 матчей в составе «КАМАЗа», Кириловас покинул команду во время летнего перерыва.
Вернувшись в Литву, Кириловас провёл два сезона в составе «Каунаса». В сезоне 1999/2000 выступал за команду второго дивизиона Израиля «Хапоэль» (Иерусалим), а в следующем сезоне играл за фарерскую команду второго дивизиона «Вестур Сорвагур 07».
В 2001 году Кириловас вернулся в Литву, где играл за «Ветру». Летом того же года он перебрался в Казахстан и провёл полтора сезона в составе кустанайского «Тобола», затем один сезон отыграл за «Жетысу» из Талдыкургана.
Последним клубом в карьере стал вильнюсский «Бекентас», выступавший в одной из низших лиг Литвы. В возрасте 33 лет Кириловас закончил карьеру футболиста.

## Карьера в сборной
Игорис Кириловас был впервые вызван в сборную Литвы в 1991 году для участия в Кубке Балтии-1991. Он дебютировал в сборной 15 ноября 1991 года в матче против Эстонии (4:1). Приняв участие в обоих матчах турнира, он стал победителем Кубка Балтии-1991.
Всего Кириловас принял участие в 27 матчах сборной Литвы и забил 1 гол — 3 ноября 1996 года в товарищеском матче с Индонезией (4:0). На его счету 7 матчей отборочного турнира чемпионатов мира, 6 матчей кубка Балтии и 14 игр (1 гол) в товарищеских матчах.

## Достижения
- Победитель Кубка Балтии: 1991, 1998